# 神户市立森林植物园

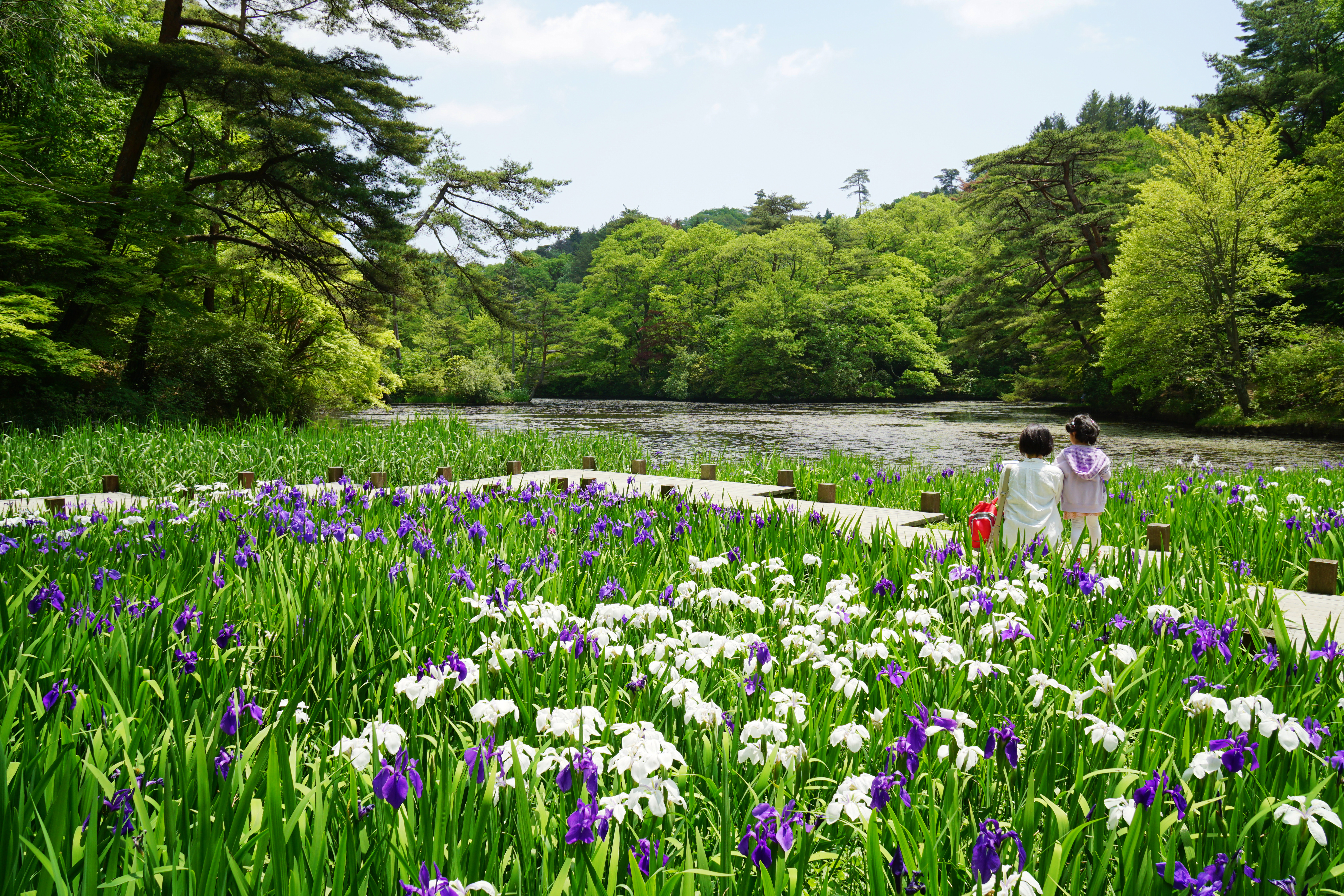
神户市立森林植物园

神户市立森林植物园是位于日本兵库县首府神户市北区的一座植物园，1940年建成，位于六甲山的西侧、摩耶山的西面，总面积达142.6公顷。
1988年9月22日，为纪念天津市与日本神户市结为友好城市十五周年，神户市出资1亿日元，以其城市布局为蓝本，在天津水上公园内修建神户园，作为1985年天津市在神户市立森林植物园修建“天津林”的回赠，象征两市友谊。